# L'Athlète fantôme (film, 1919)
Pour plus de détails, voir Fiche technique et Distribution.
L'Athlète fantôme (titre original : L'atleta fantasma) est un film muet italien réalisé par Raimondo Scotti, sorti en 1919.
Tourné sur un scénario de Renée Deliot, « la seule femme qui semble avoir exercé de façon continue en tant que scénariste » dans les premières années du cinéma européen, ce film d'aventure enchaine les scènes d'action jusqu'au happy end final. Il a pour interprète principal Mario Guaita-Ausonia, dans son rôle d'homme-muscle. Le scénario reprend les codes des films de Maciste, l'homme fort du cinéma de l'époque, et rappelle les personnages de justicier masqué tels Arsène Lupin, Fantômas ou Zorro. 

## Synopsis
Courtisée sans succès par Harry Audresen, la jolie Jenny Ladimoor reçoit en cadeau de son père richissime un bijou exposé en salle des ventes. Mais, dans la nuit, deux piteux brigands, antiquaires le jour, tentent de le dérober. Un athlète fantôme, héros masqué à la musculature impressionnante, contrecarre leurs plans et les met à la porte. Les deux malfrats récidivent et kidnappent Jenny. Le justicier masqué tente de la libérer, mais il est capturé. Heureusement, la police intervient et libère Jenny et le héros. Ce dernier n'est autre que le timide Harry Audresen. Le film se termine par une déclaration d'amour.

## Fiche technique
- Titre français : L'athlète fantôme
- Titre original : L'atleta fantasma
- Titre portugais : O atleta fantasma
- Réalisation : Raimondo Scotti
- Société de production : Films A. De Giglio
- Société de distribution : Films A. De Giglio
- Pays d'origine :  Italie
- Langue : film muet avec les intertitres  en italien
- Format : Noir et blanc — 35 mm — 1,33:1 — Muet
- Métrage : 1 933 m[3]
- Genre : Film d'aventures
- Durée : 85 minutes (1 h 25)
- Dates de sortie : 
  -  Italie : juin 1919
  -  Portugal : 28 mars 1921
- Archives : Musée national du cinéma italien

## Distribution
- Mario Guaita-Ausonia : Harry Audresen, l'athlète fantôme
- Elsa Zara : Miss Jenny Ladimoor
- Gaetano Rossi
- Dino Bonaiuti